# Dražmirovac
Dražmirovac (cyr. Дражмировац) – wieś w Serbii, w okręgu pomorawskim, w mieście Jagodina. W 2011 roku liczyła 419 mieszkańców.